# 1581 год в науке
В 1581 году произошли различные научные и технологические события, некоторые из которых представлены ниже.

## События
- В Москве, при царе Иване Грозном, открылась первая аптека, получившая название «Верхняя государева аптека», она обслуживала только царскую семью. Общедоступная «Нижняя государева аптека» появилась только в 1672 году (при царе Алексее Михайловиче)[1].

## Публикации
- Ремберт Додунс: Medicinalium observationum exempla rara, 1581;
- Матиас де Лобель: Plantarum seu stirpium icones, Антверпен, Плантен, 1581.

## Родились
См. также: Категория:Родившиеся в 1581 году
- 9 октября — Клод Гаспар Баше де Мезириак, французский математик, поэт, лингвист, переводчик (умер в 1638 году).
- Гаспаре Азелли — итальянский анатом (умер в 1626 году).
- Шарль Малапер — бельгийский писатель и астроном (умер в 1630 году).

## Скончались
См. также: Категория:Умершие в 1581 году